# Morokulien

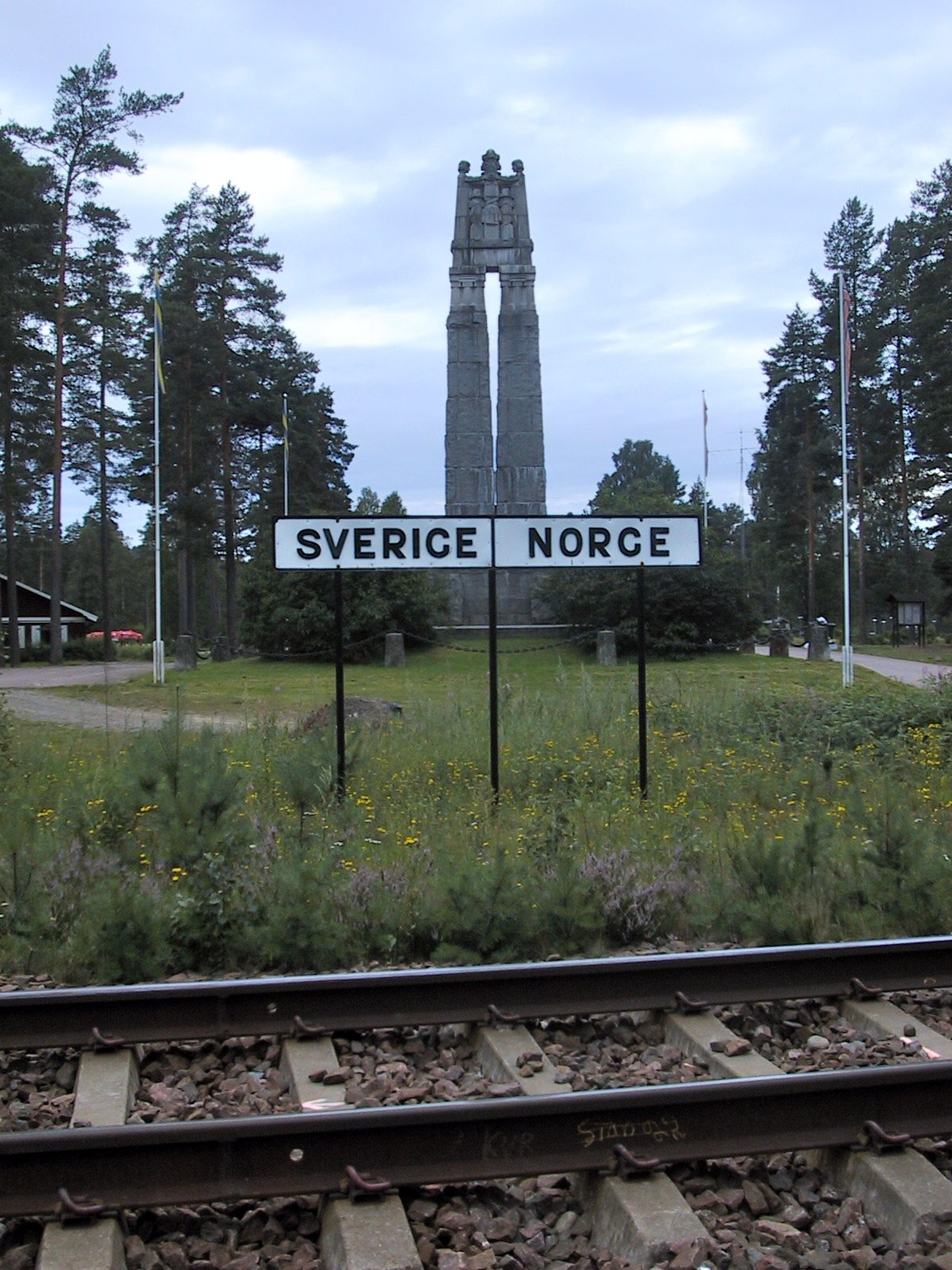
Het Fredsmonumentet staat precies op de grens

Morokulien is een zes hectare groot terrein op de grens tussen Zweden en Noorwegen. Morokulien is gelegen op de plek waar riksväg 61 vanuit Zweden en riksvei 2 vanuit Noorwegen de grens passeren. Op de grens staat sinds 1914 het 18 meter hoog granieten 'Fredsmonumentet' (vredesmonument). Dit monument werd geplaatst precies op de grens om 100 jaar vrede tussen beide landen te vieren.
De naam voor het gebied rond de grensovergang werd in 1959 verzonnen en is een samenstelling van het Noorse moro en het Zweedse kul, woorden die beide 'leuk' betekenen, en 'i en', dat 'in één' betekent. Het terrein wordt soms ook een 'land' genoemd. Morokulien is echter geen natie in het internationale recht, het is alleen een gedeeld grondgebied om de vrede tussen de landen te onderstrepen. In de Tweede Wereldoorlog was Morokulien de enige plek in de wereld waar een Noors-Zweeds koppel kon trouwen. Het is ook de enige plek ter wereld waar legaal een brief gepost kan worden met postzegels van twee verschillende landen; zelfs een combinatie van beide is mogelijk. In Morokulien staat ook een informatiecentrum. De hoofdingang staat precies op de grens. In Morokulien begint het 240 kilometer lange wandelpad Finnskogleden.
Iedereen kan, symbolisch, een Morokuliens paspoort kopen. Het gebied zelf heeft geen inwoners.
Door het gebiedje loopt de grens passerende spoorlijn Oslo - Magnor en Charlottenberg - Laxå.